# بطولة كرة القدم الألمانية 1927
بطولة كرة القدم الألمانية 1927 هو الموسم 20 من بطولة كرة القدم الألمانية ‏. أقيم خلال الفترة 8 مايو 1927 وحتى 12 يونيو 1927، وأشرف على تنظيمه اتحاد ألمانيا لكرة القدم، وكان عدد الأندية المشاركة فيه 16، وفاز فيه نادي نورنبرغ.